# بوعلام صنصال
بوعلام صنصال (من مواليد 15 أكتوبر سنة 1949 في منطقة ثنية الأحد ولاية تيسمسيلت في غرب الجزائر)، أديب فرانكوفوني جزائري حصل على الجنسية الفرنسية عام 2024، روائي وكاتب قصص قصيرة. كثيرًا ما وصف بأنه مثير للجدل بسبب مواقفه وكتاباته التي اعتُبرت معادية للتاريخ الجزائري وممجدة للثقافة الأجنبية على حساب الهوية المجتمعية الوطنية. حصل في شهر حزيران/جوان 2012 على جائزة الرواية العربية عن كتابه «حي داروين».
شارك في مهرجان في القدس المحتلة برعاية إسرائيل في ماي 2012 تزامنت مع إحياء الفلسطينيين الذكرى الرابعة والستين للنكبة، واحتفالات إسرائيل بذكرى قيامها.
شارك في تظاهرة ثقافية في ألمانيا سنة 2014 وفي حوار مع الناشر الصهيوني آفي بريمور سفير إسرائيل في ألمانيا سابقا وأحد اوجه اللوبي الصهيوني الذي اشتهر بدفاعه عن عملية الرصاص المصبوب في غزة. شاركه في اللقاء أكاديميون عرب آخرون مثل فوزي بوبية والأستاذة في جامعة القاهرة علياء الخطاب وحسان تالب، رئيس تحرير مجلة إبداع وموظف في وزارة الثقافة في مصر.

## دراسته
درس اللاتينية والإغريقية في تعليمه الثانوي وقام بعدها بدراسة الهندسة التطبيقية ونال شهادة الدكتوراه في الاقتصاد.

## عمله
بدأ في سنة 1992 بالعمل في وزارة الصناعة الجزائرية، ثم نشر كتابين تقنيين بين سنتي 1992 و 1994.
أقيل من منصبه كمدير في وزارة الصناعة الجزائرية، ومنذ ذلك الحين وهو يُعتبر «شخصا غير مرغوب فيه» في بلاده، ورغم ذلك قرر البقاء.

## الكتابة الأدبية
لم يتوجه بوعلام صنصال إلى الكتابة الأدبية إلا في مرحلة متأخرة نسبيا. يعتبر كاتب مغمور في الجزائر بالرغم من عالميته وذلك بسبب حظر مؤلفاته لمعارضته للنظام القائم بالرغم من أنه لا يزال مقيما بالجزائر. هو معروف في كل من فرنسا و ألمانيا حيث تلقى مؤلفاته رواجا كبيرا.

## ظاهرة الإسلامويين
في حوار له مع موقع دويتشه فيله، قال «صنصال» أنه يتعين على الديمقراطيين في البلدان الإسلامية الكفاح من أجل الديمقراطية. يجب على المسلمين نزع الإسلام من الإسلاميين، لأنهم يهدمون دينهم».

## اعتقاله في الجزائر
اعتقلت الأجهزة الأمنية الجزائرية بوعلام صنصال يوم 16 نوفمبر 2024، فور وصوله إلى مطار الجزائر العاصمة قادما من فرنسا.
وبحسب صحيفة لوموند الفرنسية فقد انزعجت السلطات الجزائرية من تصريحات أدلى بها صنصال لمجلة “فرونتيير” الفرنسية المعروفة بمواقفها اليمينية المتطرفة، تبنى فيها موقفا مغربيا يقول إن أراضي مغربية انتُزعت من المملكة تحت الاستعمار الفرنسي لصالح الجزائر، ما يشكّل خطا أحمر بالنسبة للجزائر وقد يؤدي إلى اتهام الكاتب بالمساس بسلامة وحدة الوطن.

## سجنه
التمست النيابة العامة الجزائرية بمحكمة الجنح في الدار البيضاء في عاصمة الجزائر عقوبة عشر سنوات حبسًا نافذًا وغرامة مالية بمليون دينار جزائري ضد الكاتب، بتهم تتعلق بالمساس بوحدة الوطن، وإهانة هيئة نظامية، والإضرار بالاقتصاد الوطني، وحيازة منشورات تهدد الأمن والاستقرار الوطني. في 27 مارس 2025، صدر عليه حكم بالسجن لمدة خمس سنوات من محكمة الجنح بالدار البيضاء في العاصمة الجزائرية.

## مؤلفاته
- 1999: ميثاق البرابرة Le Serment des barbares, Galliard
- 2000: L'Enfant . fou de l'arbre creux , Gallimard
- 2003: Dis-moi le paradis, Gallimard
- 2005: حراقة, Gallimard
- 2006: Poste restante : Alger, lettre de colère et d'espoir à mes compatriotes, Gallimard
- 2007: Petit éloge de la mémoire, Gallimard
- 2008: Le village de l'Allemand. Le journal des frères Schiller, Gallimard
- 2011: Rue Darwin, Gallimard.حي داروين